# Rainer Börner
Rainer Börner (geboren am 16. Juni 1956 in Nordhausen; gestorben am 7. Juni 2021 in Berlin) war ein deutscher Kulturmanager und ehemaliger FDJ-Funktionär. Für die PDS saß er als Abgeordneter in der letzten Volkskammer der DDR. Er war der erste Volkskammerabgeordnete, der sich öffentlich zu seiner Zusammenarbeit mit dem Ministerium für Staatssicherheit (MfS) bekannte.

## Leben
Börner wurde am 16. Juni 1956 in Nordhausen als Sohn des Landwirts Otto Börner geboren. Von 1963 bis 1973 besuchte er in Klettenberg die Polytechnische Oberschule, anschließend wechselte er auf die Erweiterte Oberschule nach Nordhausen, welche er 1975 mit dem Abitur abschloss. Bis zum Antritt des Grundwehrdienstes bei der NVA 1976 arbeitete Börner einige Monate als Traktorist. Nach dem Grundwehrdienst erhielt er 1977 die Zulassung für ein Studium an der Hochschule für Ökonomie in Berlin-Karlshorst, an der er bis 1981 Arbeitsökonomie und Demographie studierte. Damit verbunden war sein Eintritt in die SED. Das Studium schloss er mit dem Titel Diplom-Wirtschaftler ab. Während des Studiums übernahm Börner zunächst eine ehrenamtliche Funktion innerhalb der Hochschule als FDJ-Sekretär. Seine Studienleistungen und sein gesellschaftliches Engagement innerhalb der FDJ wurden zudem mit einem Karl-Marx-Stipendium geehrt. Im Rahmen dieser Tätigkeit nahm Börner auch als Redner an der V. Hochschulkonferenz teil. Nach Abschluss seines Studiums blieb Börner an der Hochschule und war bis 1984 als hauptamtlicher FDJ-Sekretär tätig und damit wesentlich für die Betreuung und Anleitung der Studenten durch die FDJ zuständig.
Anschließend wechselte Börner hauptamtlich in die FDJ-Bezirksleitung Berlin, wo er zunächst als Abteilungsleiter, später als Sekretär für Kultur tätig war. Im Rahmen dieser Tätigkeit war Börner maßgeblich an der Organisation mehrerer großer Konzerte westlicher Künstler in Berlin beteiligt unter anderem von Depeche Mode, Rio Reiser, Uriah Heep, Bob Dylan oder Kool & the Gang. Im Zuge der politischen Wende in der DDR stand Börner für eine Reihe von Nachwuchskadern und neuen Gesichtern in der damaligen SED wie unter anderem Gabi Zimmer oder Roland Claus. Um vor allem jüngere Parteimitglieder in der SED-PDS und später in der PDS zu halten, engagierte sich Börner für die Gründung einer Arbeitsgemeinschaft Junger-Genossinnen, zu deren Sprecher er gewählt wurde. Als quasi Jugendvertreter nahm der damals 33-Jährige ab Januar für die PDS auch am Zentralen Runden Tisch der DDR teil. Damit war die FDJ zumindest inoffiziell am Runden Tisch vertreten, da der sich angeblich in Auflösung befindliche Jugendverband nicht zum Runden Tisch zugelassen wurde. Durch sein Engagement innerhalb der PDS und am Runden Tisch wurde die Parteispitze sehr bald auf ihn aufmerksam und band ihn ab Februar 1990 als Mitglied des Parteivorstandes und Leiter der Kommission Politisches System / Parteienpluralismus und Bürgerbewegung des PDS-Parteivorstandes ein. In der Folge kandidierte Börner auch für die PDS zur letzten Volkskammerwahlen am 18. März 1990. Er kandidierte dabei im Wahlkreis 1 (Berlin) auf dem recht sicheren Listenplatz 4. Da die PDS in diesem Wahlkreis neun Volkskammermandate erringen konnte, zog Börner als Abgeordneter in die Volkskammer ein. Am 20. September 1990 bekannte sich Börner im Rahmen seiner Tätigkeit als hauptamtlicher FDJ-Sekretär zu seiner Zusammenarbeit mit dem Ministerium für Staatssicherheit. Diese geschah zunächst an der Hochschule für Ökonomie, wo er z. B. bei der Abstimmung von Kadereinsätzen im Ausland befragt wurde. Nach seiner Tätigkeit an der Hochschule sollte Börner gänzlich zum MfS wechseln, was er aber ablehnte. Als Kultursekretär der FDJ-Bezirksleitung Berlin hatte Börner später zwangsläufig Kontakt mit dem MfS, da dieses bei den großen Konzerten zusammen mit der Polizei in die Sicherheitskonzeption mit eingebunden war. Teilweise wurden durch seine Kontakte zum MfS Genehmigungsverfahren für Konzerte einfacher, Börner ließ sich aber auch zu Personen, Klubs und Bands, mit denen er im Rahmen seiner Tätigkeit zu tun hatte, befragen. Dies schilderte er auch in einem öffentlichen Brief an Bärbel Bohley, Reinhard Schult und Wolfram Kempe, den das Neue Deutschland am 22. September 1990 veröffentlichte. Börners Bekanntgabe brachte ihm in der Folge vor allem von Seiten der Bürgerrechtler viel Respekt ein, war er bis dahin der einzige Abgeordnete, der die Zusammenarbeit mit dem MfS zugab. Bis zum 2. Parteitag der PDS im Dezember 1991 blieb Börner noch Mitglied des Parteivorstandes. Als es auf dem Parteitag bei der Wahl des Bundesgeschäftsführers zu einer versuchten, deutlichen Einflussnahme des Parteivorsitzenden Gregor Gysi kam, trat Börner aus der Partei aus. In der Folge war er zunächst arbeitslos, bis er 1994 einen Plattenladen im Berliner Stadtteil Prenzlauer Berg eröffnete, den er bis 1997 führte. Anschließend war bis 1998 in der Jugendsozialarbeit tätig. Durch seine langjährigen Kontakte in der Musikszene wechselte Börner im Jahr 2000 zum Rio-Reiser-Archiv, wo er sich mehrere Jahre auch als Produzent betätigte. In den Jahren danach kümmerte er sich u. a. um einen Jugendclub und Flüchtlinge und hatte „einen ganz normalen Bürojob“.
Am 7. Juni 2021 starb er in Berlin an Herzversagen.

## Veröffentlichungen
- Parlament und runder Tisch, in Gregor Gysi: Wir brauchen einen dritten Weg, Konkret Literatur Verlag, Hamburg 1990, S. 125–131, ISBN 3-922144-95-0